# 曾冬珍
曾冬珍（？年—）為前臺灣女子籃球運動員，場上位置為後衛，效力過亞東女籃，兩屆亞洲女籃錦標賽國手，褪下球衣後在公司任職會計。